# Warner Bros. Studios, Burbank
Warner Bros. Studios, Burbank, anteriormente conocido como First National Studio (1926-1929), Warner Bros.-Seven Arts Studios (1967-1970) y The Burbank Studios (1972-1990), es una importante instalación cinematográfica propiedad de y dirigida por Warner Bros. Entertainment Inc. en Burbank, California. First National Pictures construyó el lote del estudio de 62 acres (25,1 ha) en 1926 a medida que se expandía de ser un distribuidor de películas a una productora cinematográfica.

## Historia
El éxito financiero de The Jazz Singer y The Singing Fool permitió a Warner Bros. comprar una participación mayoritaria en First National en septiembre de 1928 y comenzó a trasladar sus producciones al lote de Burbank. El estudio First National, como se conocía entonces, se convirtió en el hogar oficial de Warner Bros.–First National Pictures con cuatro estudios de sonido. Aunque los estudios de Warner en Sunset Boulevard permanecieron en uso activo durante la década de 1930 tanto para la filmación de películas como para "grabaciones fonográficas", un incendio en diciembre de 1934 destruyó 15 acres (6,1 ha) de los estudios en Burbank, lo que obligó a la empresa a volver a poner en pleno uso su estudio de Sunset Boulevard.
En 1937, el escenario 7 se elevó 30 pies y se le cambió el nombre a escenario 16 para convertirse en un escenario de 98 pies de alto con un tanque de agua de 2 millones de galones, uno de los escenarios más grandes del mundo, y se ha utilizado para filmar escenas. de Los Goonies (1985), La tormenta perfecta (2000) y Dunkirk (2017) y también es donde se puede ver a los personajes de Ryan Gosling y Emma Stone caminando en la película La La Land (2016). El escenario 22, construido en 1937, fue el último escenario construido en el lote del estudio durante 60 años. En 1937, Warner Bros. prácticamente había cerrado el estudio Sunset, convirtiendo el lote de Burbank en su sede principal, que sigue siendo hasta el día de hoy. Finalmente, Warner disolvió la compañía First National y desde entonces a menudo se hace referencia al sitio simplemente como Warner Bros. Studios.
El backlot tiene varios decorados que incluyen New York Street; Calle Hennessy; Midwest Street y La Selva. New York Street fue construida en 1930 y puede usarse para representar otras ciudades y se ha utilizado para películas como 42nd Street (1933), Blade Runner (1982) y The Dark Knight (2008) y series de televisión como Friends (1994-2004). Hennessy Street se conocía originalmente como Tenement Street y fue construida en 1937. Se utilizó para My Fair Lady (1964), Annie (1982) y Spider-Man (2002). Midwest Street fue construida en 1939 para Four Wives y desde entonces se ha utilizado como River City en The Music Man (1962) y para The Dukes of Hazzard (1979-1985) y Gremlins (1984). El decorado de la Selva fue construido en 1955 para la película Santiago (1956) y posteriormente ha sido utilizado para Los Goonies (1985) y Los Walton. En 1955, se creó Warner Bros. Television y las producciones televisivas en el lote aumentaron con algunos de los escenarios subdivididos en dos o tres escenarios más pequeños. El set de Laramie Street fue construido en 1957 y se utilizó para películas del oeste, incluidas Blazing Saddles (1974) y las series de televisión Cheyenne and Maverick. En 2004 se convirtió en Warner Village, una calle residencial, utilizada en series de televisión como Two and a Half Men y The Big Bang Theory.

El logotipo principal de Warner Bros. Studios utilizado desde 2019 hasta 2023, permanece en uso como logotipo secundario para muchos propósitos.

En una medida de reducción de costos en 1972, Warner Bros. formó una empresa conjunta con Columbia Pictures para crear The Burbank Studios en el lote de Warner y su instalación auxiliar, The Burbank Studios Ranch, en el Columbia Ranch de Columbia, ubicado a una milla al norte del lote principal. Los Estudios Burbank a menudo se abreviaban como TBS, especialmente el rancho, es decir, TBS Ranch. Durante este período, ya sea propiedad de Columbia Pictures o Warner Bros., se incluyó un crédito para que The Burbank Studios fuera la base de producción dentro de los créditos de las tarjetas de título finales de cada producción. Además, el nuevo proveedor independiente Lorimar Productions tenía su sede en The Burbank Studios, por lo que dentro de los créditos finales de sus propiedades como The Waltons, The Blue Knight y Eight Is Enough, se incluyó una notación "Filmed at The Burbank Studios". La empresa conjunta duró hasta 1990, cuando se disolvió la sociedad y Columbia Pictures y su división hermana Tri-Star Pictures se mudaron y se hicieron cargo del antiguo lote de Metro-Goldwyn-Mayer/Lorimar (ahora Sony Pictures Studios) en Culver City, con los dos estudios los lotes en Burbank volvieron a ser propiedad de Warner Bros. Studios y Warner Bros. Studios Ranch Facilities, respectivamente.
De 1992 a 1995, Columbia TriStar Home Video (ahora Sony Pictures Home Entertainment) estuvo ubicada en 3400 Riverside Drive en el lote de Warner Bros.
Friends se filmó en el estudio durante diez años. La primera temporada se rodó en el escenario 5, pero al comienzo de la segunda temporada, la producción se trasladó al escenario más grande. El escenario 24 pasó a llamarse "The Friends Stage" después del final de la serie en 2004. Otros programas filmados en el escenario 24 incluyeron Full House y Mike & Molly. The Big Bang Theory se filmó en el escenario 25 y en el escenario 1, que es uno de los 3 escenarios donde grabaron The Ellen DeGeneres Show. En 2015, el estudio contaba con 35 escenarios de sonido.

## Visita al estudio

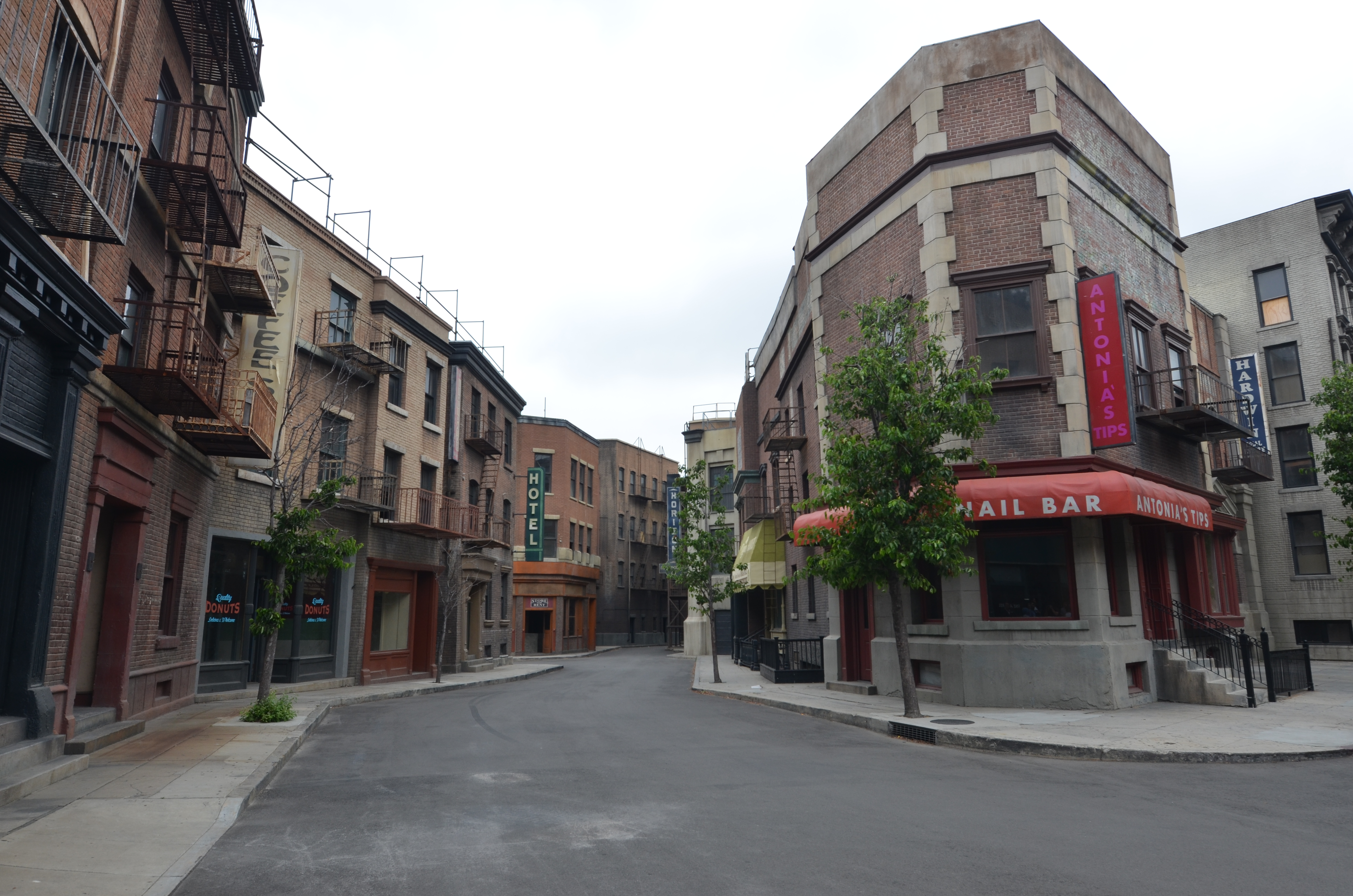
Un estudio al aire libre de Warner Bros Studios en Burbank, California.

Warner Bros. Studio Tour Hollywood es una atracción pública en Warner Bros. Studios, Burbank, que ofrece a los visitantes la oportunidad de vislumbrar detrás de escena de uno de los estudios cinematográficos más antiguos del mundo.
La gira pública comenzó en 1973 y pasó a llamarse tras el éxito de Warner Bros. Studio Tour London en Leavesden. Anteriormente, se conocía como Tour VIP de Warner Bros. Studios. 

## Etapas de estudio

### Lote principal
| Studio    | Production | Notes                                                     | Area                   |
| --------- | --- | --------------------------------------------------------- | ---------------------- |
| Stage 1   | - The Big Bang Theory (2007–2019) - The Ellen DeGeneres Show (2008–2022) - The Jennifer Hudson Show (2022–present) | Known as "The Ellen Stage"                                | 10 791 ft² (1002,5 m²) |
| Stage 2   | |                                                           | 10 682 ft² (992,4 m²)  |
| Stage 3   | - Alice (1976–1985) - Bird (1988) - Innocent Blood (1992) - Falling Down (1993) | Built in 1935/1936                                        | 10 791 ft² (1002,5 m²) |
| Stage 4   | |                                                           | 16 875 ft² (1567,7 m²) |
| Stage 5   | - Friends (1994–1995) - Everybody Loves Raymond (1996–2005) | Switched to Stage 24 from season 2 of Friends on          | 14 850 ft² (1379,6 m²) |
| Stage 6   | |                                                           | 14 985 ft² (1392,2 m²) |
| Stage 7   | |                                                           | 14 715 ft² (1367,1 m²) |
| Stage 8   | - The Big Sleep (1946) |                                                           | 16 740 ft² (1555,2 m²) |
| Stage 9   | |                                                           | 16 740 ft² (1555,2 m²) |
| Stage 10  | - The Real (2013–2022) |                                                           | 16 875 ft² (1567,7 m²) |
| Stage 11  | - ER (1994–2009) | Known as "The ER Stage"                                   | 14 715 ft² (1367,1 m²) |
| Stage 12  | - Young Sheldon (2017–present) |                                                           | 16 875 ft² (1567,7 m²) |
| Stage 14  | |                                                           | 14 850 ft² (1379,6 m²) |
| Stage 15  | - Ghostbusters II (1989) - Conan (2010–2020) |                                                           | 22 660 ft² (2105,2 m²) |
| Stage 16  | - Cain and Mabel (1936) - Key Largo (1948) - 1941 (1979) - Altered States (1980) - The Goonies (1985) - Ghostbusters II (1989) - Jurassic Park (1993) - The Perfect Storm (2000) - A.I. Artificial Intelligence (2001) - The Time Machine (2002) - Inception (2010) - La La Land (2016) - Dunkirk (2017) |                                                           | 32 130 ft² (2985,0 m²) |
| Stage 17  | |                                                           | 16 875 ft² (1567,7 m²) |
| Stage 18  | |                                                           | 14 715 ft² (1367,1 m²) |
| Stage 19  | - Shameless (2011) | Switched to Stage 22 from season 2 of Shameless on        | 21 600 ft² (2006,7 m²) |
| Stage 20  | |                                                           | 21 600 ft² (2006,7 m²) |
| Stage 21  | |                                                           | 21 600 ft² (2006,7 m²) |
| Stage 22  | - Shameless (2012–2021) - The Fosters (2013–2018) |                                                           | 21 600 ft² (2006,7 m²) |
| Stage 23  | |                                                           | 21 600 ft² (2006,7 m²) |
| Stage 24  | - Full House (1993–1995) - Friends (1995–2004) - Mike & Molly (2010–2016) - Fuller House (2016–2020) | Known as "The Friends Stage"                              | 21 600 ft² (2006,7 m²) |
| Stage 25  | - The Big Bang Theory (2007–2019) | Known as "The Big Bang Theory Stage"                      | 21 600 ft² (2006,7 m²) |
| Stage 26  | - Two and a Half Men (2003–2015) |                                                           | 21 600 ft² (2006,7 m²) |
| Stage 27  | |                                                           | 10 665 ft² (990,8 m²)  |
| Stage 27A | |                                                           | 10 665 ft² (990,8 m²)  |
| Stage 28  | |                                                           | 10 665 ft² (990,8 m²)  |
| Stage 28A | |                                                           | 10 665 ft² (990,8 m²)  |
| Stage 29  | - The West Wing (1999–2006) | Formerly known as Stage 23 until renamed Stage 29 in 2009 | 17 282 ft² (1605,5 m²) |
| Stage 30  | - Lopez Tonight (2009–2011) |                                                           | 25 116 ft² (2333,4 m²) |
| Stage 31  | |                                                           | 10 575 ft² (982,4 m²)  |

### Lote rancho
| Estudio   | Producción | Notas                                 | Área                   |
| --------- | ---------- | ------------------------------------- | ---------------------- |
| Etapa 31R |            | Anteriormente conocida como Etapa 29R | 13 938 ft² (1294,9 m²) |
| Etapa 32R |            | Anteriormente conocido como Etapa 30R | 12 324 ft² (1144,9 m²) |
| Etapa 33R |            | Anteriormente conocida como Etapa 31R | 9594 ft² (891,3 m²)    |
| Etapa 34R |            | Anteriormente conocido como Etapa 32R | 6084 ft² (565,2 m²)    |
| Etapa 35R |            | Anteriormente conocida como Etapa 33R | 7644 ft² (710,2 m²)    |

## Museo
El Museo Warner Bros. abrió en el estudio en 1996.

## Inquilinos

### Inquilinos actuales
- Warner Bros. Pictures (1926-presente)
- New Line Cinema (2014-presente)
- Warner Bros. Pictures Animation (2013-presente)
- Warner Bros. Television Studios (1955-presente)
- Warner Bros. Animation (1980-presente)
- Cartoon Network Studios (2023)
- Warner Bros. Home Entertainment (1978-presente)
- Warner Bros. Games (2004-presente)
- DC Entertainment (2015-presente)
- DC Studios (2016-presente)
- The CW (2006-presente)

### Antiguos inquilinos
- Columbia Pictures (1972-1990)
- Columbia Pictures Television (1972-1990)
- TriStar Pictures (1982-1990)
- TriStar Television (1982-1990)
- Columbia Pictures Home Entertainment / RCA-Columbia Pictures Home Video (1979-1990)
- The WB (1993-2006)
- Legendary Entertainment (2000-2014)